# Monsieur Hulot
Monsieur Hulot er filminstruktøren Jacques Tatis alter ego i fem franske komediefilm, som blev indspillet i perioden 1949 til 1971.
Personen udvikler sig over årene til at blive antitesen på det moderne Frankrig. Som udgangspunkt har Hulot intet arbejde (eneste undtagelse er i filmen Trafik fra 1971, hvor han er en meget tilbagetrukket og lidet effektiv tegner ved et imaginært fransk bilfirma). Han bor i den gamle og faldefærdige del af Paris i et bygning med et sindrigt (og upraktisk) system af trapper, afsatser og mellemgange. Hans primære mål i tilværelsen er tilsyneladende at gå rundt i gaderne og hilse på folk. Især i de sidste tre film tegnes et ironisk portræt af "det moderne" og af "fremskridtet". Hulot ser til stadighed på omverdenens teknologibegejstring og udvikling med stille foragt og undren. Han har sjældent replikker i filmene, men nøjes med at kommunikere med gestikuleren og smålyde.
Hulot har en række ydre kendetegn, som også altid pryder filmplakaterne: Altid iført blød hat, beigefarvet cottoncoat, butterfly, pibe og sort paraply over armen. Hans grå bukser stumper altid, så de sort og rødstribede strømper afsløres.
Monsieur Hulot medvirker i følgende film:
- Fest i byen (1949) – her medvirker Hulot ikke, men de først træk til personen døbes her.
- Festlige feriedage (1953)
- Min onkel (1958)
- Playtime (1967)
- Trafik (1971)